# Paraspadella johnstoni
Espèce
Synonymes
- Spadella johnstoni Mawson, 1944 - protonyme[1]

Paraspadella johnstoni est une espèce de chaetognathes de la famille des Spadellidae.

## Description
Paraspadella johnstoni a une longueur maximale de 4 à 6 mm et la queue représente environ 52 % du corps total. Les mâchoires sont repliées, mais il y en a au moins dix paires. Les dents antérieures, au nombre de deux paires, mesurent à peu près la longueur de la mâchoire. La couronne se trouve principalement sur le cou et sa doublure est bordée de tâches pigmentaires brunes serrées. Les processus adhésifs postérieurs sont présents et sont disposés en un groupe de chaque côté, ce qui provoque  au repos une inclinaison du corps à un angle de 45°. Ils sont à peu près au même niveau que les vésicules séminales, mais les deux structures sont situées beaucoup plus en arrière sur la queue. Les processus sont très nombreux et les extrémités de certains dépassent le segment de la queue. Il n'y a pas de diverticule dans le tube digestif. Des conduits transversaux provenant des réceptacles séminaux sont présents et se rejoignent sur la ligne médiane. Les vésicules séminales sont ovales et d'un jaune très vif.

## Distribution
Paraspadella johnstoni a été découvert dans les eaux côtières du Port Hacking de l’État de la Nouvelle-Galles du Sud, en Australie.

## Étymologie
Son nom spécifique, johnstoni, lui a été donné en l'honneur de T. Harvey Johnston (en) (1881-1951), professeur qui a réalisé les premiers travaux sur les chaetognathes australiens.

## Publication originale
- (en) Patricia M. Mawson, « Some species of the chaetognath genus Spadella from New South Wales », Transactions of the Royal Society of South Australia, Taylor & Francis, vol. 68,‎ 14 septembre 1944, p. 327-333 (ISSN 0372-1426 et 2204-0293, lire en ligne).